# Siatka walcowa

Zasada powstania siatki. Zwróćmy uwagę na odległości między liniami poziomymi.

Siatka walcowa – siatka kartograficzna skonstruowana przez flamandzkiego kartografa Merkatora w 1569 roku. Południki i równoleżniki są na niej liniami prostymi i przecinają się pod kątem prostym,
tak jak na globusie. Używana jest do przedstawiania kuli ziemskiej lub jej fragmentu w postaci walca.
Siatka powstaje przez rzutowanie powierzchni kuli na powierzchnię walca stycznego do kuli. Zniekształcenia są najmniejsze wzdłuż linii styczności i rosną w miarę oddalania się od niej. Punkt oddalony o 90° od linii styczności nie zostanie odwzorowany.
Dla map pokazujących całą Ziemię i map używanych w nawigacji morskiej walec jest styczny do kuli wzdłuż równika. Dla map wojskowych używa się walca stycznego jak najbliżej miejsca pokazanego na mapie.
Siatka walcowa ma zastosowanie w nawigacji morskiej, powietrznej, militarnej oraz w mapach o skali mniejszej niż 1:250 000 (np. mapa tematyczna przedstawiająca strefy czasowe).
Jej zaletami są: Stosunkowo łatwy pomiar odległości, przedstawienie loksodromy jako linii prostej, małe zniekształcenia przy przedstawianiu niewielkich obszarów.
Wady: Ortodroma jest linią krzywą, duże zniekształcenia przy przedstawianiu obszarów w wysokich szerokościach geograficznych, trudny pomiar odległości na mapach w małej skali, zniekształcenia powierzchni na mapach o małej skali (Grenlandia leżąca blisko bieguna północnego ma powierzchnię zbliżoną do Afryki).

## Przekształcenie matematyczne
Dla siatki walcowej prostej siecznej (lub stycznej)
{\displaystyle x=r\cdot \cos s\cdot \ln \operatorname {tg} \left(45^{\circ }+{\frac {l^{\circ }}{2}}\right)}
{\displaystyle y=r\cdot \cos s\cdot {\frac {\pi }{180^{\circ }}},}
gdzie:
{\displaystyle s} – równoleżnik sieczności w przypadku siatki stycznej {\displaystyle s=0,}
{\displaystyle l} – równoleżnik odwzorowywany.

## Siatki walcowe nie proste

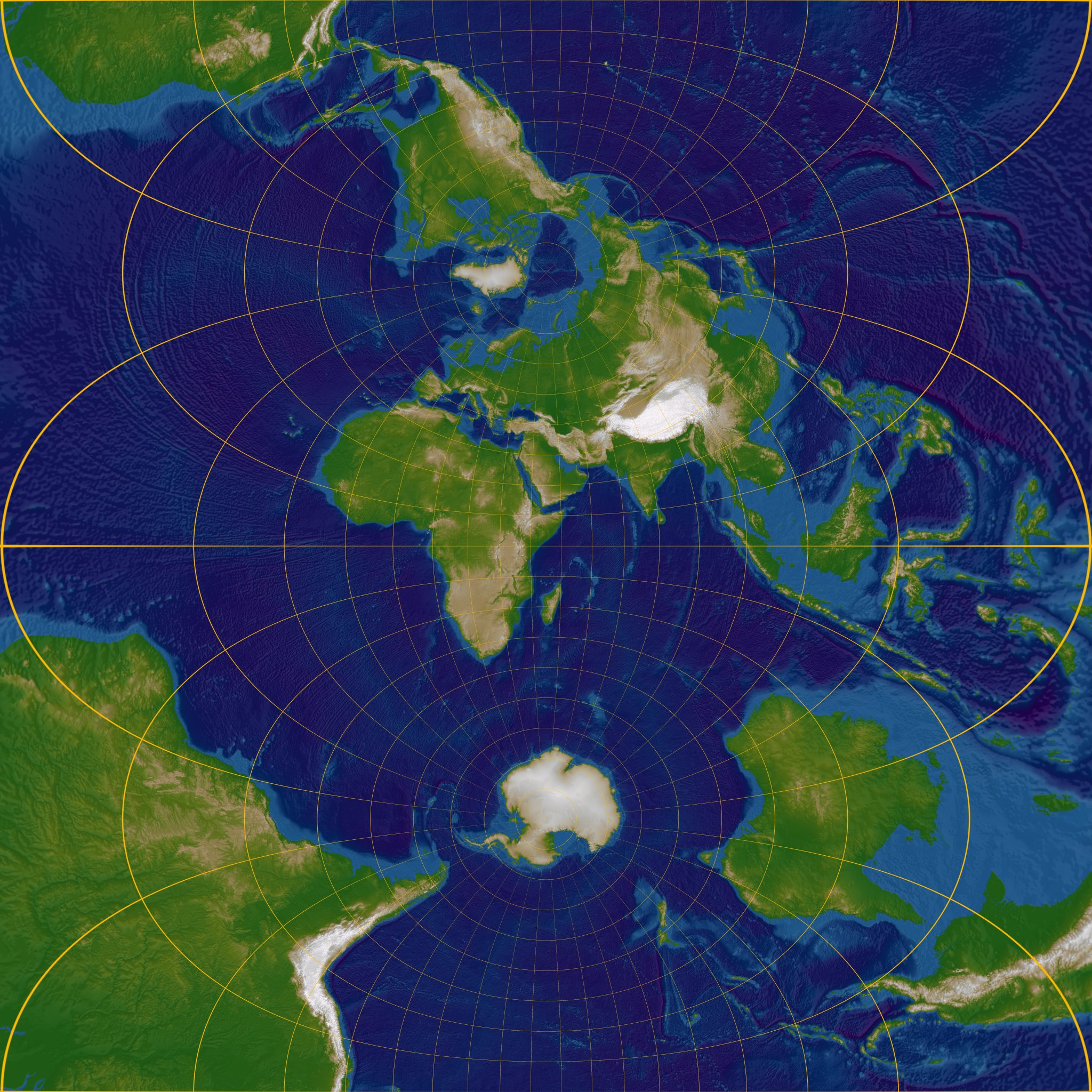
Siatka walcowa skośna 45°

W praktyce nie stosuje się innych siatek walcowych niż proste jednakże można je wygenerować. Ze względu na duże przekłamania siatki te są bardzo niepraktyczne.